# لي إلام
لي إلام (بالإنجليزية: Lee Elam)‏ هو لاعب كرة قدم بريطاني، ولد في 24 سبتمبر 1976 في برادفورد في المملكة المتحدة. شارك مع منتخب إنجلترا لكرة القدم C ‏. أما مع النوادي، فقد لعب مع نادي ألترينتشام ونادي إكزتر سيتي ونادي برادفورد بارك أفنيو ونادي بيرتن ألبيون ونادي تشستر سيتي ونادي ساوثبورت ونادي ستاليبريدج سيلتيك ونادي كرولي تاون ونادي موركامب ونادي هاروجيت تاون ونادي هاليفاكس تاون ونادي ويموث وهورنتشورتش ويوفل تاون.

## وصلات خارجية
- لي إلام على موقع قاعدة بيانات كرة القدم.إي يو (الإنجليزية)